# Aggelos Korōnios
Euaggelos Korōnios, detto Aggelos (in greco Ευάγγελος "Άγγελος" Κορωνιός?; Atene, 16 marzo 1969), è un ex cestista e allenatore di pallacanestro greco.

## Carriera
Con la Grecia ha disputato i Campionati mondiali del 1998 e due edizioni dei Campionati europei (1997, 1999).

## Palmarès

### Giocatore
- Coppa di Grecia: 1

AEK Atene: 1999-2000
- Coppa Saporta: 1

AEK Atene: 1999-2000